# 천안북중학교
천안북중학교(天安北中學校)는 대한민국 충청남도 천안시 동남구 성황동에 위치한 공립 중학교이다.

## 학교 연혁
- 1949년 9월 1일 : 천안공업중학교 인가
- 1949년 10월 22일 : 개교 (제1회 입학식)
- 1951년 8월 31일 : 영성중학교 9학급 설립인가
- 1959년 12월 19일 : 천안북중학교로 교명 변경인가
- 2024년 3월 1일 : 제29대 변진영 교장 부임
- 2025년 1월 9일 : 2024학년도 제74회 졸업식(216명, 누계 28,311명)
- 2025년 3월 4일 : 입학식(7학급 217명)

## 참고 자료
- 천안북중학교 - 한국교육학술정보원 학교알리미